# Reserva natural Morombí
La reserva natural Morombí protege 24 807 hectáreas de bosques naturales, humedales y campos abiertos arbolados que forman parte de uno de los últimos remanentes del Bosque Atlántico del Alto Paraná (BAAPA) en Paraguay, en los departamentos de Caaguazú y Canindeyú.
Desde 1980, el territorio de la reserva morombí es administrado y preservado por el Grupo Riquelme, grupo empresarial paraguayo, como parte de su estrategia de responsabilidad social para el uso sostenible y conservación de los recursos naturales. En el 2001 fue declarada reserva natural por decreto del Poder Ejecutivo N.º 14910.

## Fauna
En la reserva se registran cerca de 300 especies de aves, incluyendo al urubú (Cathartes aura), el urukure’a chichĩ o lechuza vizcachera (athene cunicularia), el tangará (Euphonia chlorotica), el yetapá grande (Gubernetes yetapa), el ñandú (Rhea americana) ave endémica de América del Sur más grande del continente, el arasarí fajado (Pteroglossus castanotis) entre otras, 60 de ellas en peligro de extinción. También se encuentran ejemplares de especies de fauna silvestre como el tapiti (Sylvilagus brasiliensis), la corzuela colorada o guasu pyta, diversas especies de monos y el emblemático yaguareté (Panthera Onca).

## Flora
Se encuentran especies de árboles tales como los helechos arborescentes (Cyathea atrovirens) de más de 8 metros de altura que son considerados indicadores biológicos de lugares poco o nada perturbados por la actividad del hombre, el pino Paraná (Araucaria angustifolia) una especie nativa de conífera, el ambay guasu (Schefflera morototoni), el yvyra pyta (Peltophorum dubium), el lapacho negro (Handroanthus heptaphyllus) y muchas otras más.

## Hogar del yaguareté
La reserva Morombí es hogar del yaguareté y, junto con otras reservas como Yvera y la Reserva del Bosque Mbaracayú, forman un corredor biológico, esencial para su supervivencia. La Reserva Morombí forma parte de la “Alianza Yaguareté”, la cual realiza acciones para la preservación de esta especie, como monitoreo a través de cámaras trampa, patrullajes para combatir la caza furtiva, apoyo a investigaciones y preservación de su hábitat.

## Causes hídricos
Dentro de la reserva se encuentran diversas nacientes y humedales, que alimentan al río Jejuí Guazu al norte y al río Acaray al sur. También se encuentran diversas cascadas. Se realizan controles de calidad del agua periódicos, con el fin de mantener el equilibrio entre las actividades agrícolas y ganaderas de la zona y preservar los recursos hídricos.
- Datos: Q65160652